# Rue Pierre-Poivre
La rue Pierre-Poivre est une rue du quartier des pentes de la Croix-Rousse dans le 1er arrondissement de Lyon, en France. Elle est nommée en l'honneur du botaniste Pierre Poivre (1719-1786).

## Situation
La rue débute sur le côté est de la place Sathonay et aboutit rue de Savy. Elle est d'abord orientée ouest-est, puis tourne à gauche et devient alors orientée sud-nord.

## Odonymie

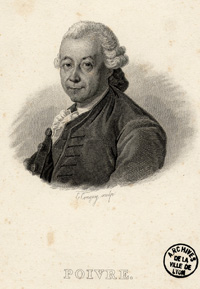
Pierre Poivre (1719-1786)

La rue est dédiée à Pierre Poivre (1719-1786), voyageur français, né à Lyon. Pierre Poivre est horticulteur, botaniste, agronome, missionnaire et administrateur colonial, il fut l'Intendant des îles de France et de Bourbon, aujourd'hui Ile Maurice, de 1767 à 1772.

## Histoire
Le nom de Pierre Poivre est attribuée à cette rue par délibération du conseil municipal de Lyon le 28 mai 1824 .

## Description
La chaussée est pavée. Au niveau de la jonction avec la rue de Savy, un escalier situé sur la droite permet de rejoindre la rue Terme. C'est une des rares rues de Lyon qui n'est pas rectiligne, car elle contourne un immeuble.